# Azerbejdżan na Mistrzostwach Świata w Lekkoatletyce 2009
Azerbejdżan na Mistrzostwach Świata w Lekkoatletyce 2009 – reprezentacja Azerbejdżan podczas czempionatu w Berlinie liczyła tylko 1 członka. 

## Występy reprezentantów Azerbejdżanu

### Mężczyźni
- Bieg na 200 m
  - Ramil Quliyev zajął w finale 7. miejsce z czasem 20,61